# Человек-мотылёк (фильм)
«Человек-мотылёк» (англ. The Mothman Prophecies — «Пророчество человека-мотылька») — американский мистический триллер с элементами детектива 2002 года режиссёра Марка Пеллингтона. Премьера фильма состоялась 25 января 2002 года. В США фильм собрал $35 746 370, из них в первый уик-энд $11 208 851. В других странах было собрано $19 411 169, что в общей сложности составило $55 305 279.
Фильм основан на городской легенде, появившейся в 1960-х годах в США.

## Сюжет

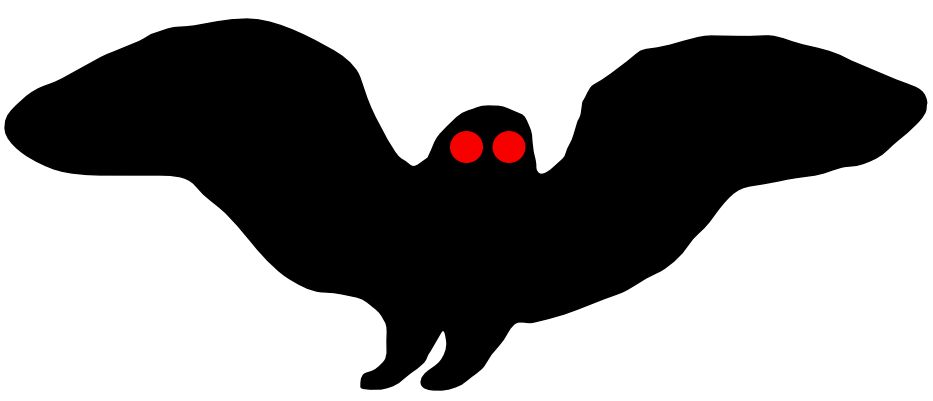
Кинокритики интерпретировали изображение Человека-мотылька в фильме как демоническое

Репортёр газеты Washington Post Джон Кляйн собирается вместе с женой Мэри приобрести дом. После осмотра одного варианта покупки происходит автомобильная авария, после которой Мэри утверждает, что видела непонятное и странное существо. Это происшествие стало поворотным в жизни Мэри — теперь она стала одержима этим существом, изображая его на бумаге как ангела со зловещей внешностью. Вскоре выясняется, что у Мэри опухоль височной доли, случай редкий - один на 600 тысяч, от которой она умирает.
После трагической смерти жены Джон всё ещё не может оправиться. У него нет личной жизни, а всё своё время он отдаёт работе. Вскоре он получает служебное задание взять интервью у губернатора Вирджинии. Однако по дороге в указанный штат автомобиль Джона ломается, а сам Джон идёт к ближайшему дому попросить помощи. В доме узнаёт очень странные вещи — оказывается, что он находится в Западной Вирджинии на расстоянии в 600 километров от Вашингтона, да к тому же в противоположной стороне от той, к которой он направлялся. Утром механик, который чинил автомобиль Джона, говорит ему, что автомобиль не ломался и работает исправно.
В городке, куда он попал, именуемом Пойнт-Плезант, Джон знакомится с сержантом полиции Конни Паркер. От неё он узнаёт о странном существе, которое порой объявляется в их городке. Паркер показывает Джону один из рисунков того, кто видел это существо, в котором Джон узнаёт рисунок существа, которое видела его жена. С этого момента Джон также становится одержимым этим существом — он расспрашивает свидетелей, ходит по округе в поиске появлений этого существа, постоянно думает о нём. А само существо начинает появляться всё чаще и чаще и вскоре начинает разговаривать.

## В ролях

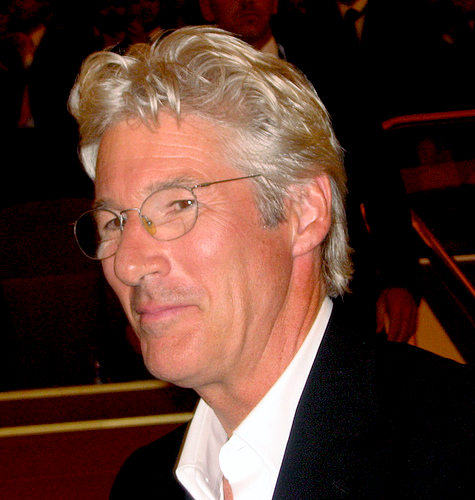
Ричард Гир, сыгравший главного героя Джона Кляйна.

| Актёр         | Роль          |
| ------------- | ------------- |
| Ричард Гир    | Джон Кляйн    |
| Дебра Мессинг | Мэри Кляйн    |
| Лора Линни    | Конни Паркер  |
| Уилл Пэттон   | Гордон        |
| Алан Бейтс    | Александр Лик |

## Съёмки
Съёмки фильма проходили в период с 24 января 2001 по май 2001 года в штатах Пенсильвания и в Вашингтоне.
В начале действия фильма герой Ричарда Гира и его супруга ездят на довольно раритетном автомобиле БМВ 5-серии в кузове Е28, который выпускали несколько лет начиная с 1981 года.

## Отличия от оригинальных событий
В фильме действия разворачиваются в начале 2000-х, хотя реальные события происходили в 1960-х годах.

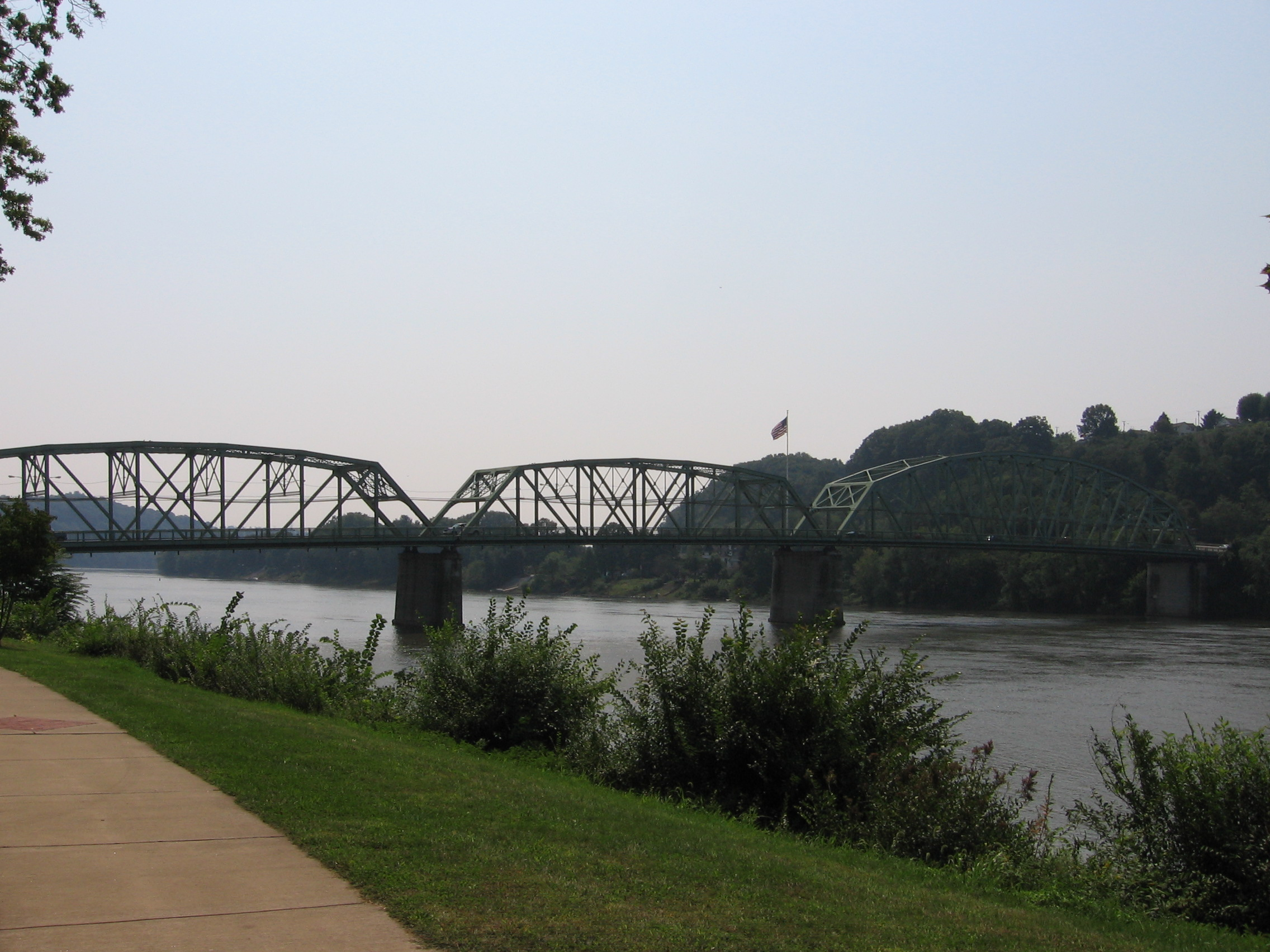
Городской мост Киттэннинг

В финальных титрах фильма указывается на то, что явных причин обрушения моста через реку Огайо так и не было обнаружено. Хотя в действительности таковые были выявлены: причиной стала усталость металла, в результате которой на подвесках моста пошли трещины, из-за которых они начали лопаться. Также в действительности обрушились и башни с обеих сторон моста, в фильме же этот факт не отражен.

## Художественные особенности

### Образ человека-мотылька
В фильме не удастся подробно разглядеть человека-мотылька, потому что он изображается как далёкий силуэт или мелькнувшая тень. Человек-мотылёк четыре раза мимолётом появляется в картине: первый раз, летящим в ветровое стекло Мэри Клейн, второй – во время разговора Джона с женщиной из Поинт Плезант, третий – когда Индрид замечен в отражении зеркала на двери, когда Джон сильно ею хлопнул, и в четвёртый раз – в отражении автомобильного стекла, когда на «Серебряном мосту» сорвавшийся кабель подвески с силой бьёт по этой машине.

### Атмосфера
Фильм отличает депрессивная атмосфера, которая выражается в тёмных и блеклых тонах пейзажей, соответствующей музыке.

## Технические данные
- Фильмокопия: Kodak 35mm
- Звук: Dolby Digital 5.1, DTS 5.1, SDDS 7.1
- Рейтинг MPAA: PG-13